# Prezydenci Stanów Zjednoczonych

Flaga Prezydenta Stanów Zjednoczonych

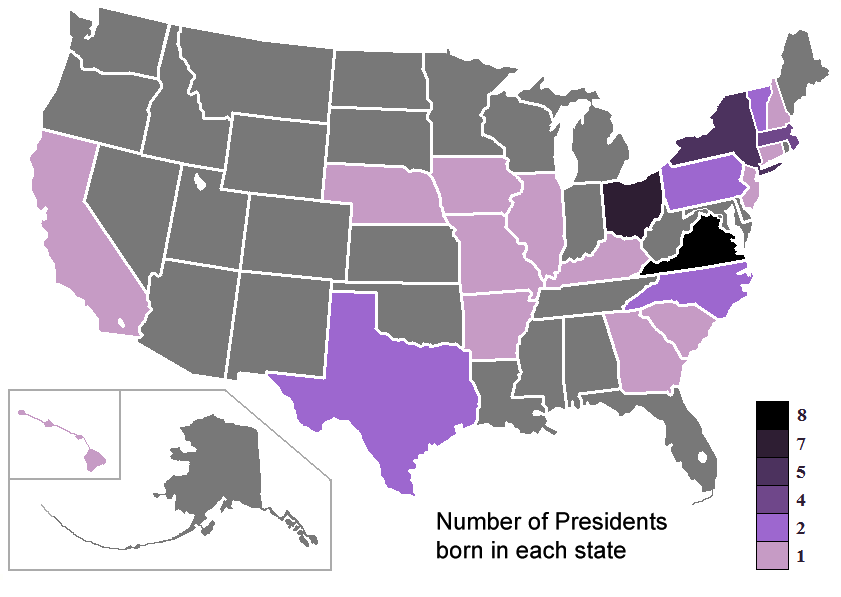
Na mapie zaznaczono stany, w których urodzili się prezydenci USA

Prezydenci Stanów Zjednoczonych – chronologiczna lista prezydentów Stanów Zjednoczonych.
Urząd prezydenta sprawowało dotąd 45 osób. Różnica pomiędzy liczbą osób a numeracją prezydentów (obecnie urząd ten sprawowany jest przez 47. prezydenta) wynika z faktu, że dwóch prezydentów urząd sprawowało dwukrotnie:
- Grover Cleveland jako dwudziesty drugi (1885–1889) i dwudziesty czwarty prezydent Stanów Zjednoczonych (1893–1897), jego kadencje zostały rozdzielone prezydenturą dwudziestego trzeciego prezydenta, Benjamina Harrisona (1889–1893),
- Donald Trump jako czterdziesty piąty (2017–2021) i czterdziesty siódmy prezydent Stanów Zjednoczonych (od 2025), jego kadencje zostały rozdzielone prezydenturą czterdziestego szóstego prezydenta, Joe Bidena (2021–2025).

## Prezydenci Kongresu Kontynentalnego (1776–1788)
W momencie uchwalenia deklaracji niepodległości pełna władza należała do Kongresu Kontynentalnego. Na jego czele stał Prezydent Kongresu, którego działania były jednak mocno ograniczone przez decyzje Kongresu. Po ratyfikowaniu artykułów konfederacji przez wszystkie trzynaście stanów 1 marca 1781 roku, prezydent kongresu nosił oficjalny tytuł President of the United States in Congress Assembled.

## Nietypowe sytuacje

### Zmarli w trakcie pełnienia urzędu

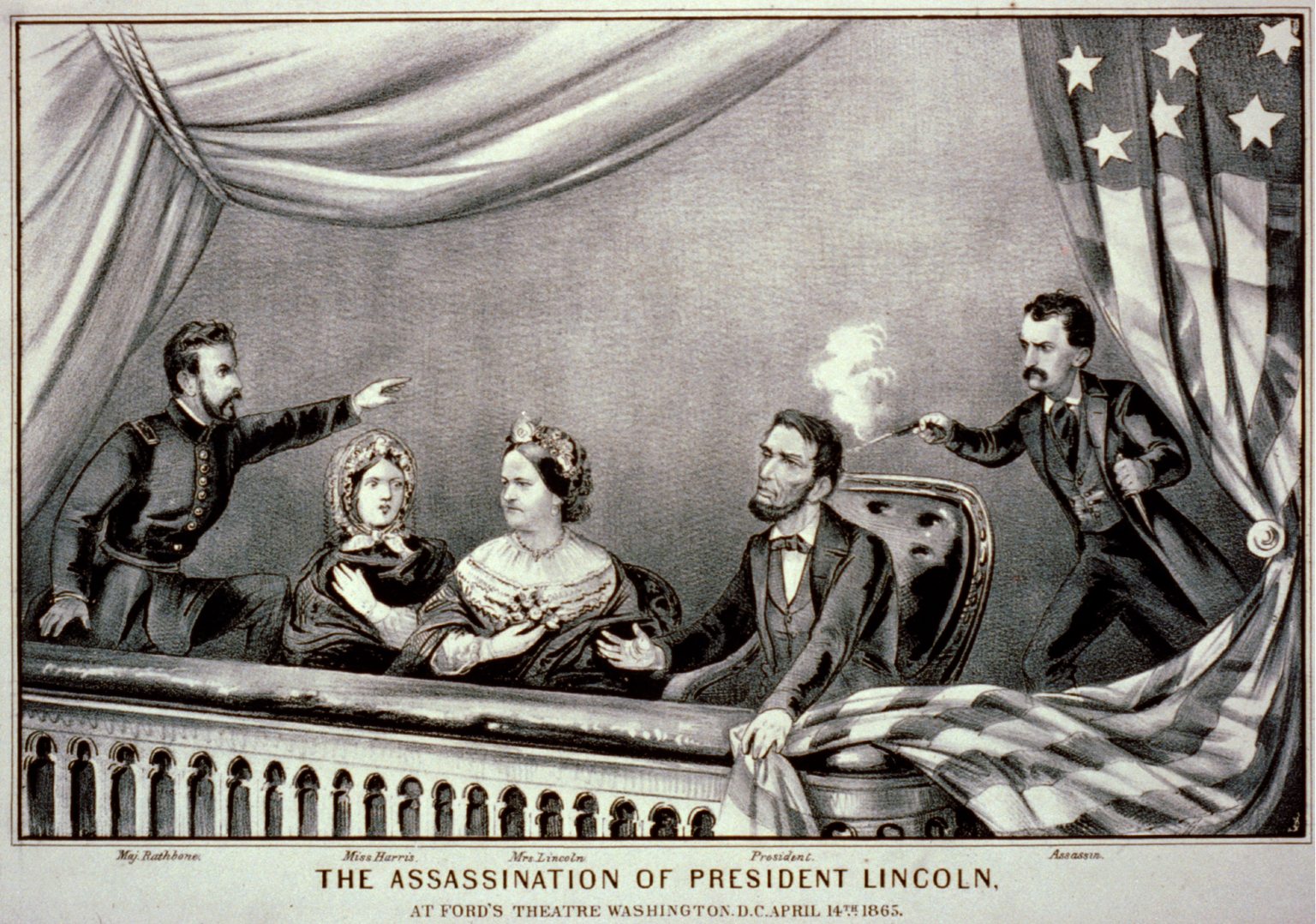
Rycina ukazująca zamach na Abrahama Lincolna

W historii Stanów Zjednoczonych ośmiu prezydentów zmarło podczas sprawowania urzędu. Spośród nich czterech zostało zamordowanych, zaś pozostali zmarli z przyczyn naturalnych. We wszystkich ośmiu przypadkach wiceprezydent Stanów Zjednoczonych przejmował stanowisko prezydenta, na skutek linii sukcesji prezydenckiej w USA. Pierwszym prezydentem, który zmarł w czasie pełnienia kadencji był William Henry Harrison, który był także najkrócej urzędującym prezydentem USA (31 dni). Franklin Delano Roosevelt sprawował funkcję głowy państwa najdłużej spośród wszystkich prezydentów USA, łącznie trzy pełne kadencje oraz 82 dni czwartej, w sumie 4422 dni.
William Henry Harrison zmarł 4 kwietnia 1841 roku na zapalenie płuc. Niecałe dziesięć lat później, 9 lipca 1850 roku, na zapalenie żołądka zmarł Zachary Taylor. 14 kwietnia 1865 w Teatrze Forda aktor John Wilkes Booth, oddał strzał w kierunku Abrahama Lincolna. Prezydent zmarł następnego dnia o godzinie 7:22.
Szesnaście lat później, 19 września 1881 roku, James Garfield zmarł z powodu infekcji, która wdarła się w rany od postrzelenia przez Charlesa Guiteau. Dwadzieścia lat po morderstwie Garfielda, na skutek ran odniesionych po strzale Leona Czolgosza, zmarł prezydent William McKinley. 2 sierpnia 1923 roku na zawał serca zmarł Warren Harding. Franklin Delano Roosevelt w wieku 39 lat uległ wypadkowi podczas wakacji w Kanadzie, wskutek czego do końca życia poruszał się na wózku inwalidzkim. 12 kwietnia 1945 zmarł z powodu krwotoku mózgowego.
Ostatnim prezydentem, który zmarł podczas sprawowania funkcji, jest John F. Kennedy. 22 listopada 1963 podczas kampanii wyborczej w Dallas został zastrzelony przez Lee Harveya Oswalda.
- Czterech prezydentów zamordowano w czasie pełnienia urzędu: Abraham Lincoln (1861–1865), James Garfield (1881), William McKinley (1897–1901), John F. Kennedy (1961–1963). Oznacza to, że zamordowano prawie 9% urzędujących prezydentów. Obecnie każdy prezydent, także po zakończeniu kadencji, jest chroniony przez Secret Service.
- Czterej prezydenci zmarli z przyczyn naturalnych w trakcie pełnienia urzędu: William Henry Harrison (1841), Zachary Taylor (1849–1850), Warren Harding (1921–1923), Franklin Delano Roosevelt (1933–1945).
- Jeden prezydent ustąpił ze stanowiska: Richard Nixon (1969–1974).
- Trzej prezydenci byli poddani procedurze usunięcia z urzędu, ale zostali uniewinnieni przez Senat Stanów Zjednoczonych: Andrew Johnson (1865–1869, sądzony w roku 1868), Bill Clinton (1993–2001, sądzony w 1998 roku), Donald Trump – jako jedyny dwukrotnie (2017–2021, sądzony w 2020 i 2021 roku).

### Sposób objęcia urzędu
- Pięciu prezydentów objęło urząd, mimo że przegraliby w głosowaniu powszechnym (w wypadku Adamsa należy zauważyć, że w XIX wieku wiele stanów, np. Delaware, Karolina Południowa nie przeprowadzały powszechnych wyborów elektorów, których wybierała stanowa legislatywa, zatem nie wiadomo, jakie faktycznie poparcie mieli kandydaci w całym kraju): John Quincy Adams (1825–1829, pokonany w głosowaniu powszechnym przez Andrew Jacksona), Rutherford Hayes (1877–1881, pokonany przez Samuela J. Tildena), Benjamin Harrison (1889–1893, pokonany przez Grovera Clevelanda), George W. Bush (2001–2009, pokonany przez Ala Gore’a), Donald Trump (2017–2021, pokonany przez Hillary Clinton).
- Dwaj prezydenci zostali ostatecznie wybrani przez Izbę Reprezentantów: Thomas Jefferson (1801–1809), John Quincy Adams (1825–1829).
- Dziewięciu prezydentów objęło urząd w wyniku sukcesji: John Tyler (w 1841 po śmierci Williama Henry’ego Harrisona), Millard Fillmore (w 1850 po śmierci Zachary Taylora), Andrew Johnson (w 1865 po tragicznej śmierci Abrahama Lincolna), Chester Arthur (w 1881 po tragicznej śmierci Jamesa Garfielda), Theodore Roosevelt (w 1901 po tragicznej śmierci Williama McKinleya), Calvin Coolidge (w 1923 po śmierci Warrena Hardinga), Harry Truman (w 1945 po śmierci Franklina Delano Roosevelta), Lyndon B. Johnson (w 1963 po tragicznej śmierci Johna Kennedy’ego), Gerald Ford (w 1974 po rezygnacji Richarda Nixona).
- Pięciu prezydentów, którzy zostali wybrani lub mianowani na stanowisko wiceprezydenta i objęli najwyższy urząd w wyniku sukcesji, nigdy nie zostało wybranych na prezydenta: John Tyler (1841–1845), Millard Fillmore (1850–1853), Andrew Johnson (1865–1869), Chester Arthur (1881–1885), Gerald Ford (1974–1977).
- Jeden prezydent był wiceprezydentem i prezydentem nie z wyboru, ale z nominacji (w wyniku zastosowania 25. poprawki do Konstytucji): Gerald Ford (1974–1977).
- Czterej wiceprezydenci, którzy objęli rządy w wyniku sukcesji, zostali potem wybrani na kolejną kadencję: Theodore Roosevelt (1901–1909, wybrany w 1904 r.), Calvin Coolidge (1923–1929, wybrany w 1924 r.), Harry S. Truman (1945–1953, wybrany w 1948 r.), Lyndon B. Johnson (1963–1969, wybrany w 1964 r.)

## Lista prezydentów Stanów Zjednoczonych
| N°  | Prezydent Stanów Zjednoczonych              | Prezydent Stanów Zjednoczonych                 | Okres prezydentury                      | Okres prezydentury     | Partia                                     | Partia                             | Elekcja                                   | Wiceprezydent                   |
| --- | ------------------------------------------- | ---------------------------------------------- | --------------------------------------- | ---------------------- | ------------------------------------------ | ---------------------------------- | ----------------------------------------- | ------------------------------- |
| 1.  |                                             | George Washington (ur. 1732, zm. 1799)         | 30 kwietnia 1789                        | 4 marca 1797           |                                            | bezpartyjny                        | 1 (1789)                                  | 1. John Adams                   |
| 1.  | 2 (1792)                                    | George Washington (ur. 1732, zm. 1799)         | 30 kwietnia 1789                        | 4 marca 1797           |                                            | bezpartyjny                        |                                           | 1. John Adams                   |
| 2.  |                                             | John Adams (ur. 1735, zm. 1826)                | 4 marca 1797                            | 4 marca 1801           |                                            | federalista                        | 3 (1796)                                  | 2. Thomas Jefferson             |
| 3.  |                                             | Thomas Jefferson (ur. 1743, zm. 1826)          | 4 marca 1801                            | 4 marca 1809           |                                            | demokratyczny republikanin         | 4 (1800)                                  | 3. Aaron Burr 1801−1805         |
| 3.  | 5 (1804)                                    | Thomas Jefferson (ur. 1743, zm. 1826)          | 4 marca 1801                            | 4 marca 1809           | 4. George Clinton 1805−1812                | demokratyczny republikanin         |                                           |                                 |
| 4.  |                                             | James Madison (ur. 1751, zm. 1836)             | 4 marca 1809                            | 4 marca 1817           | 4. George Clinton 1805−1812                | demokratyczny republikanin         |                                           | 6 (1808)                        |
| 4.  | wakat 20 kwietnia 1812 – 4 marca 1813       | James Madison (ur. 1751, zm. 1836)             | 4 marca 1809                            | 4 marca 1817           |                                            | demokratyczny republikanin         |                                           | 6 (1808)                        |
| 4.  | 7 (1812)                                    | James Madison (ur. 1751, zm. 1836)             | 4 marca 1809                            | 4 marca 1817           | 5. Elbridge Gerry 1813−1814                | demokratyczny republikanin         |                                           |                                 |
| 4.  | 7 (1812)                                    | James Madison (ur. 1751, zm. 1836)             | 4 marca 1809                            | 4 marca 1817           | wakat 23 listopada 1814 – 4 marca 1817     | demokratyczny republikanin         |                                           |                                 |
| 5.  |                                             | James Monroe (ur. 1758, zm. 1831)              | 4 marca 1817                            | 4 marca 1825           |                                            | demokratyczny republikanin         | 8 (1816)                                  | 6. Daniel Tompkins              |
| 5.  | 9 (1820)                                    | James Monroe (ur. 1758, zm. 1831)              | 4 marca 1817                            | 4 marca 1825           |                                            | demokratyczny republikanin         |                                           | 6. Daniel Tompkins              |
| 6.  |                                             | John Quincy Adams (ur. 1767, zm. 1848)         | 4 marca 1825                            | 4 marca 1829           |                                            | demokratyczny republikanin         | 10 (1824)                                 | 7. John C. Calhoun 1825−1832    |
| 6.  | narodowy republikanin                       | John Quincy Adams (ur. 1767, zm. 1848)         | 4 marca 1825                            | 4 marca 1829           |                                            |                                    | 10 (1824)                                 | 7. John C. Calhoun 1825−1832    |
| 7.  |                                             | Andrew Jackson (ur. 1767, zm. 1845)            | 4 marca 1829                            | 4 marca 1837           |                                            | demokrata                          | 11 (1828)                                 | 7. John C. Calhoun 1825−1832    |
| 7.  | wakat 28 grudnia 1832 – 4 marca 1833        | Andrew Jackson (ur. 1767, zm. 1845)            | 4 marca 1829                            | 4 marca 1837           |                                            | demokrata                          | 11 (1828)                                 |                                 |
| 7.  | 12 (1832)                                   | Andrew Jackson (ur. 1767, zm. 1845)            | 4 marca 1829                            | 4 marca 1837           | 8. Martin Van Buren 1833−1837              | demokrata                          |                                           |                                 |
| 8.  |                                             | Martin Van Buren (ur. 1782, zm. 1862)          | 4 marca 1837                            | 4 marca 1841           | 13 (1836)                                  | demokrata                          | 9. Richard Johnson                        |                                 |
| 9.  |                                             | William Henry Harrison (ur. 1773, zm. 1841)    | 4 marca 1841                            | 4 kwietnia 1841        |                                            | wig                                | 14 (1840)                                 | 10. John Tyler                  |
| 10. |                                             | John Tyler (ur. 1790, zm. 1862)                | 4 kwietnia 1841                         | 4 marca 1845           | wig                                        | brak                               | 14 (1840)                                 |                                 |
| 10. | bezpartyjny                                 | John Tyler (ur. 1790, zm. 1862)                | 4 kwietnia 1841                         | 4 marca 1845           |                                            | brak                               | 14 (1840)                                 |                                 |
| 11. |                                             | James Polk (ur. 1795, zm. 1849)                | 4 marca 1845                            | 4 marca 1849           |                                            | demokrata                          | 15 (1844)                                 | 11. George Dallas               |
| 12. |                                             | Zachary Taylor (ur. 1784, zm. 1850)            | 4 marca 1849                            | 9 lipca 1850           |                                            | wig                                | 16 (1848)                                 | 12. Millard Fillmore            |
| 13. |                                             | Millard Fillmore (ur. 1800, zm. 1874)          | 9 lipca 1850                            | 4 marca 1853           | brak                                       | wig                                | 16 (1848)                                 |                                 |
| 14. |                                             | Franklin Pierce (ur. 1804, zm. 1869)           | 4 marca 1853                            | 4 marca 1857           |                                            | demokrata                          | 17 (1852)                                 | 13. William R. King 1853        |
| 14. | wakat 18 kwietnia 1853 – 4 marca 1857       | Franklin Pierce (ur. 1804, zm. 1869)           | 4 marca 1853                            | 4 marca 1857           |                                            | demokrata                          | 17 (1852)                                 |                                 |
| 15. |                                             | James Buchanan (ur. 1791, zm. 1868)            | 4 marca 1857                            | 4 marca 1861           | 18 (1856)                                  | demokrata                          | 14. John C. Breckinridge                  |                                 |
| 16. |                                             | Abraham Lincoln (ur. 1809, zm. 1865)           | 4 marca 1861                            | 15 kwietnia 1865       |                                            | republikanin Partia Unii Narodowej | 19 (1860)                                 | 15. Hannibal Hamlin 1861−1865   |
| 16. |                                             | Abraham Lincoln (ur. 1809, zm. 1865)           | 4 marca 1861                            | 15 kwietnia 1865       | 20 (1864)                                  | republikanin Partia Unii Narodowej | 16. Andrew Johnson 1865                   |                                 |
| 17. |                                             | Andrew Johnson (ur. 1808, zm. 1875)            | 15 kwietnia 1865                        | 4 marca 1869           | 20 (1864)                                  |                                    | Partia Unii Narodowej demokrata           | brak                            |
| 17. |                                             | Andrew Johnson (ur. 1808, zm. 1875)            | 15 kwietnia 1865                        | 4 marca 1869           | 20 (1864)                                  |                                    | Partia Unii Narodowej demokrata           | brak                            |
| 18. |                                             | Ulysses Grant (ur. 1822, zm. 1885)             | 4 marca 1869                            | 4 marca 1877           |                                            | republikanin                       | 21 (1868)                                 | 17. Schuyler Colfax 1869−1873   |
| 18. | 22 (1872)                                   | Ulysses Grant (ur. 1822, zm. 1885)             | 4 marca 1869                            | 4 marca 1877           | 18. Henry Wilson 1873−1875                 | republikanin                       |                                           |                                 |
| 18. | 22 (1872)                                   | Ulysses Grant (ur. 1822, zm. 1885)             | 4 marca 1869                            | 4 marca 1877           | wakat 22 listopada 1875 – 4 marca 1877     | republikanin                       |                                           |                                 |
| 19. |                                             | Rutherford Hayes (ur. 1822, zm. 1893)          | 4 marca 1877                            | 4 marca 1881           | 23 (1876)                                  | republikanin                       | 19. William Wheeler                       |                                 |
| 20. |                                             | James Garfield (ur. 1831, zm. 1881)            | 4 marca 1881                            | 19 września 1881       | 24 (1880)                                  | republikanin                       | 20. Chester Arthur                        |                                 |
| 21. |                                             | Chester Arthur (ur. 1829, zm. 1886)            | 19 września 1881                        | 4 marca 1885           | 24 (1880)                                  | republikanin                       | brak                                      |                                 |
| 22. |                                             | Grover Cleveland (ur. 1837, zm. 1908)          | 4 marca 1885                            | 4 marca 1889           |                                            | demokrata                          | 25 (1884)                                 | 21. Thomas Hendricks 1885       |
| 22. | wakat 25 listopada 1885 – 4 marca 1889      | Grover Cleveland (ur. 1837, zm. 1908)          | 4 marca 1885                            | 4 marca 1889           |                                            | demokrata                          | 25 (1884)                                 |                                 |
| 23. |                                             | Benjamin Harrison (ur. 1833, zm. 1901)         | 4 marca 1889                            | 4 marca 1893           |                                            | republikanin                       | 26 (1888)                                 | 22. Levi Parsons Morton         |
| 24. |                                             | Grover Cleveland (ur. 1837, zm. 1908)          | 4 marca 1893                            | 4 marca 1897           |                                            | demokrata                          | 27 (1892)                                 | 23. Adlai Ewing Stevenson       |
| 25. |                                             | William McKinley (ur. 1843, zm. 1901)          | 4 marca 1897                            | 14 września 1901       |                                            | republikanin                       | 28 (1896)                                 | 24. Garret Hobart 1897−1899     |
| 25. | wakat 21 listopada 1899 – 4 marca 1901      | William McKinley (ur. 1843, zm. 1901)          | 4 marca 1897                            | 14 września 1901       |                                            | republikanin                       | 28 (1896)                                 |                                 |
| 25. | 29 (1900)                                   | William McKinley (ur. 1843, zm. 1901)          | 4 marca 1897                            | 14 września 1901       | 25. Theodore Roosevelt 1901                | republikanin                       |                                           |                                 |
| 26. | 29 (1900)                                   |                                                | Theodore Roosevelt (ur. 1858, zm. 1919) | 14 września 1901       | 4 marca 1909                               | republikanin                       | wakat 14 września 1901 – 4 marca 1905     |                                 |
| 26. | 30 (1904)                                   | 26. Charles W. Fairbanks 1905−1909             | Theodore Roosevelt (ur. 1858, zm. 1919) | 14 września 1901       | 4 marca 1909                               | republikanin                       |                                           |                                 |
| 27. |                                             | William Taft (ur. 1857, zm. 1930)              | 4 marca 1909                            | 4 marca 1913           | 31 (1908)                                  | republikanin                       | 27. James Sherman 1909−1912               |                                 |
| 27. | wakat 30 października 1912 – 4 marca 1913   | William Taft (ur. 1857, zm. 1930)              | 4 marca 1909                            | 4 marca 1913           | 31 (1908)                                  | republikanin                       |                                           |                                 |
| 28. |                                             | Woodrow Wilson (ur. 1856, zm. 1924)            | 4 marca 1913                            | 4 marca 1921           |                                            | demokrata                          | 32 (1912)                                 | 28. Thomas Marshall             |
| 28. | 33 (1916)                                   | Woodrow Wilson (ur. 1856, zm. 1924)            | 4 marca 1913                            | 4 marca 1921           |                                            | demokrata                          |                                           | 28. Thomas Marshall             |
| 29. |                                             | Warren Harding (ur. 1865, zm. 1923)            | 4 marca 1921                            | 2 sierpnia 1923        |                                            | republikanin                       | 34 (1920)                                 | 29. Calvin Coolidge             |
| 30. |                                             | Calvin Coolidge (ur. 1872, zm. 1933)           | 2 sierpnia 1923                         | 4 marca 1929           | wakat 2 sierpnia 1923 – 4 marca 1925       | republikanin                       | 34 (1920)                                 |                                 |
| 30. | 35 (1924)                                   | Calvin Coolidge (ur. 1872, zm. 1933)           | 2 sierpnia 1923                         | 4 marca 1929           | 30. Charles Dawes 1925−1929                | republikanin                       |                                           |                                 |
| 31. |                                             | Herbert Hoover (ur. 1874, zm. 1964)            | 4 marca 1929                            | 4 marca 1933           | 36 (1928)                                  | republikanin                       | 31. Charles Curtis                        |                                 |
| 32. |                                             | Franklin Delano Roosevelt (ur. 1882, zm. 1945) | 4 marca 1933                            | 12 kwietnia 1945       |                                            | demokrata                          | 37 (1932)                                 | 32. John Nance Garner 1933−1941 |
| 32. | 38 (1936)                                   | Franklin Delano Roosevelt (ur. 1882, zm. 1945) | 4 marca 1933                            | 12 kwietnia 1945       |                                            | demokrata                          |                                           | 32. John Nance Garner 1933−1941 |
| 32. | 39 (1940)                                   | Franklin Delano Roosevelt (ur. 1882, zm. 1945) | 4 marca 1933                            | 12 kwietnia 1945       | 33. Henry Wallace 1941−1945                | demokrata                          |                                           |                                 |
| 32. | 40 (1944)                                   | Franklin Delano Roosevelt (ur. 1882, zm. 1945) | 4 marca 1933                            | 12 kwietnia 1945       | 34. Harry Truman 1945                      | demokrata                          |                                           |                                 |
| 33. | 40 (1944)                                   |                                                | Harry Truman (ur. 1884, zm. 1972)       | 12 kwietnia 1945       | 20 stycznia 1953                           | demokrata                          | wakat 12 kwietnia 1945 – 20 stycznia 1949 |                                 |
| 33. | 41 (1948)                                   | 35. Alben Barkley 1949−1953                    | Harry Truman (ur. 1884, zm. 1972)       | 12 kwietnia 1945       | 20 stycznia 1953                           | demokrata                          |                                           |                                 |
| 34. |                                             | Dwight Eisenhower (ur. 1890, zm. 1969)         | 20 stycznia 1953                        | 20 stycznia 1961       |                                            | republikanin                       | 42 (1952)                                 | 36. Richard Nixon               |
| 34. | 43 (1956)                                   | Dwight Eisenhower (ur. 1890, zm. 1969)         | 20 stycznia 1953                        | 20 stycznia 1961       |                                            | republikanin                       |                                           | 36. Richard Nixon               |
| 35. |                                             | John F. Kennedy (ur. 1917, zm. 1963)           | 20 stycznia 1961                        | 22 listopada 1963      |                                            | demokrata                          | 44 (1960)                                 | 37. Lyndon B. Johnson           |
| 36. |                                             | Lyndon B. Johnson (ur. 1908, zm. 1973)         | 22 listopada 1963                       | 20 stycznia 1969       | wakat 22 listopada 1963 – 20 stycznia 1965 | demokrata                          | 44 (1960)                                 |                                 |
| 36. | 45 (1964)                                   | Lyndon B. Johnson (ur. 1908, zm. 1973)         | 22 listopada 1963                       | 20 stycznia 1969       | 38. Hubert Humphrey 1965−1969              | demokrata                          |                                           |                                 |
| 37. |                                             | Richard Nixon (ur. 1913, zm. 1994)             | 20 stycznia 1969                        | 9 sierpnia 1974        |                                            | republikanin                       | 46 (1968)                                 | 39. Spiro Agnew 1969−1973       |
| 37. | 47 (1972)                                   | Richard Nixon (ur. 1913, zm. 1994)             | 20 stycznia 1969                        | 9 sierpnia 1974        |                                            | republikanin                       |                                           | 39. Spiro Agnew 1969−1973       |
| 37. | wakat 10 października 1973 – 6 grudnia 1973 | Richard Nixon (ur. 1913, zm. 1994)             | 20 stycznia 1969                        | 9 sierpnia 1974        |                                            | republikanin                       |                                           |                                 |
| 37. | 40. Gerald Ford 1973−1974                   | Richard Nixon (ur. 1913, zm. 1994)             | 20 stycznia 1969                        | 9 sierpnia 1974        |                                            | republikanin                       |                                           |                                 |
| 38. |                                             | Gerald Ford (ur. 1913, zm. 2006)               | 9 sierpnia 1974                         | 20 stycznia 1977       | wakat 9 sierpnia 1974 – 19 grudnia 1974    | republikanin                       |                                           |                                 |
| 38. | 41. Nelson Rockefeller 1974−1977            | Gerald Ford (ur. 1913, zm. 2006)               | 9 sierpnia 1974                         | 20 stycznia 1977       |                                            | republikanin                       |                                           |                                 |
| 39. |                                             | Jimmy Carter (ur. 1924, zm. 2024)              | 20 stycznia 1977                        | 20 stycznia 1981       |                                            | demokrata                          | 48 (1976)                                 | 42. Walter Mondale              |
| 40. |                                             | Ronald Reagan (ur. 1911, zm. 2004)             | 20 stycznia 1981                        | 20 stycznia 1989       |                                            | republikanin                       | 49 (1980)                                 | 43. George H.W. Bush            |
| 40. | 50 (1984)                                   | Ronald Reagan (ur. 1911, zm. 2004)             | 20 stycznia 1981                        | 20 stycznia 1989       |                                            | republikanin                       |                                           | 43. George H.W. Bush            |
| 41. |                                             | George H.W. Bush (ur. 1924, zm. 2018)          | 20 stycznia 1989                        | 20 stycznia 1993       |                                            | republikanin                       | 51 (1988)                                 | 44. Dan Quayle                  |
| 42. |                                             | Bill Clinton (ur. 1946)                        | 20 stycznia 1993                        | 20 stycznia 2001       |                                            | demokrata                          | 52 (1992)                                 | 45. Al Gore                     |
| 42. | 53 (1996)                                   | Bill Clinton (ur. 1946)                        | 20 stycznia 1993                        | 20 stycznia 2001       |                                            | demokrata                          |                                           | 45. Al Gore                     |
| 43. |                                             | George W. Bush (ur. 1946)                      | 20 stycznia 2001                        | 20 stycznia 2009       |                                            | republikanin                       | 54 (2000)                                 | 46. Dick Cheney                 |
| 43. | 55 (2004)                                   | George W. Bush (ur. 1946)                      | 20 stycznia 2001                        | 20 stycznia 2009       |                                            | republikanin                       |                                           | 46. Dick Cheney                 |
| 44. |                                             | Barack Obama (ur. 1961)                        | 20 stycznia 2009                        | 20 stycznia 2017       |                                            | demokrata                          | 56 (2008)                                 | 47. Joe Biden                   |
| 44. | 57 (2012)                                   | Barack Obama (ur. 1961)                        | 20 stycznia 2009                        | 20 stycznia 2017       |                                            | demokrata                          |                                           | 47. Joe Biden                   |
| 45. |                                             | Donald Trump (ur. 1946)                        | 20 stycznia 2017                        | 20 stycznia 2021       |                                            | republikanin                       | 58 (2016)                                 | 48. Mike Pence                  |
| 46. |                                             | Joe Biden (ur. 1942)                           | 20 stycznia 2021                        | 20 stycznia 2025       |                                            | demokrata                          | 59 (2020)                                 | 49. Kamala Harris               |
| 47. |                                             | Donald Trump (ur. 1946)                        | 20 stycznia 2025                        | obecnie sprawuje urząd |                                            | republikanin                       | 60 (2024)                                 | 50. J.D. Vance                  |

## Byli prezydenci
Zgodnie z prawem ustalonym we wczesnych latach 60. XX wieku byłym prezydentom Stanów Zjednoczonych przysługuje dożywotnie uposażenie w wysokości pensji sekretarza gabinetu, rządowe ubezpieczenie zdrowotne, środki na fundusze reprezentacyjne i prowadzenie biura oraz ochrona osobista Secret Service. Byli prezydenci zachowują również prawo dostępu do tajnych informacji wywiadowczych na poziomie porównywalnym z wysokiej rangi urzędnikami prezydenckimi, jednak nieco niższym niż urzędujący prezydent. Dokładny zakres i częstotliwość przekazywanych im informacji zależą od preferencji zarówno każdego z byłych prezydentów, jak i obecnej administracji. Ma to na celu lepszą koordynację publicznej działalności byłych głów państwa z bieżącymi priorytetami i wyzwaniami. Każdy były prezydent zakłada też bibliotekę własnego imienia, gdzie gromadzi materiały związane ze swoją prezydenturą. Niektórzy tworzą też własne fundacje.
Przywileje te są niezbywalne, chyba że prezydent zostanie usunięty z urzędu i ich pozbawiony. Można się też ich zrzec. Tak uczynił w latach 80. Richard Nixon, który zrezygnował z ochrony osobistej.
W 1994 roku Kongres zdecydował, że każdemu prezydentowi, który obejmie urząd po 1 stycznia 1997 roku, ochrona będzie przysługiwała przez okres 10 lat po odejściu z urzędu, nie zaś dożywotnio. Ostatnim prezydentem, który miał być chroniony do końca życia, był wedle tych przepisów Bill Clinton. Po zamachach terrorystycznych z 11 września 2001 roku w Kongresie toczyła się debata nad przywróceniem byłym prezydentom tego przywileju. Ostatecznie w 2012 roku uchwalono nową ustawę regulującą tę kwestię, która weszła w życie w styczniu 2013 po złożeniu pod nią podpisu przez prezydenta Obamę. Ustawa przywróciła dożywotnią ochronę dla wszystkich byłych prezydentów, działając retroaktywnie również wobec prezydenta George’a W. Busha. Wprowadziła ona również zasady dotyczące ochrony członków najbliższej rodziny byłych prezydentów. I tak dzieci byłych prezydentów mają być chronione do ukończenia 16. roku życia, zaś małżonkowie byłych prezydentów dożywotnio. Jedynym wyjątkiem ma być sytuacja, w której po śmierci byłego prezydenta albo rozwodzie jego były współmałżonek wejdzie w nowy związek małżeński. Gdyby tak się stało, ochrona wygasa z chwilą ponownego ślubu.
Często prezydenci prowadzą na emeryturze aktywne życie, jak np. Jimmy Carter, będący autorem wielu bestsellerowych książek, międzynarodowym działaczem humanitarnym i na rzecz praw człowieka, za co wyróżniono go Pokojową Nagrodą Nobla w roku 2002. William Taft został zaś Prezesem Sądu Najwyższego z nominacji Warrena Hardinga.
Obecnie żyje czterech byłych prezydentów:
- Bill Clinton (ur. 1946, prezydent 1993–2001)
- George W. Bush (ur. 1946, prezydent 2001–2009)
- Barack Obama (ur. 1961, prezydent 2009–2017)
- Joe Biden (ur. 1942, prezydent 2021–2025)

Donald Trump (ur. 1946) był byłym prezydentem USA w latach 2021–2025 w trakcie prezydentury Joego Bidena. W 2025 ponownie objął urząd.
Najdłużej żyjącym prezydentem na emeryturze był Jimmy Carter (1981–2024). Po nim w tej statystyce są: Herbert Hoover (1933–1964) i Gerald Ford (1977–2006). Najkrócej, bo zaledwie kilka miesięcy, James Polk.

## Prezydenci Stanów Zjednoczonych, którzy zmarli podczas pełnienia kadencji
| Lp. | Kolejność prezydentury | Prezydent                 | Rok elekcji            | Długość kadencji (dni) | Data śmierci      | Przyczyna śmierci                      | Wiek | Następca           | Źr.    |
| --- | ---------------------- | ------------------------- | ---------------------- | ---------------------- | ----------------- | -------------------------------------- | ---- | ------------------ | ------ |
| 1   | 9                      | William Henry Harrison    | 1840                   | 31                     | 4 kwietnia 1841   | zapalenie płuc                         | 68   | John Tyler         | [ 4 ]  |
| 2   | 12                     | Zachary Taylor            | 1848                   | 491                    | 9 lipca 1850      | zakażenie żołądka                      | 65   | Millard Fillmore   | [ 6 ]  |
| 3   | 16                     | Abraham Lincoln           | 1860, 1864             | 1503                   | 15 kwietnia 1865  | zamordowany przez Johna Wilkesa Bootha | 56   | Andrew Johnson     | [ 7 ]  |
| 4   | 20                     | James Garfield            | 1880                   | 199                    | 19 września 1881  | zamordowany przez Charlesa Guiteau     | 49   | Chester Arthur     | [ 8 ]  |
| 5   | 25                     | William McKinley          | 1896, 1900             | 1654                   | 14 września 1901  | zastrzelony przez Leona Czolgosza      | 58   | Theodore Roosevelt | [ 9 ]  |
| 6   | 29                     | Warren Harding            | 1920                   | 881                    | 2 sierpnia 1923   | zawał serca                            | 57   | Calvin Coolidge    | [ 10 ] |
| 7   | 32                     | Franklin Delano Roosevelt | 1932, 1936, 1940, 1944 | 4422                   | 12 kwietnia 1945  | krwotok śródmózgowy                    | 63   | Harry Truman       | [ 5 ]  |
| 8   | 35                     | John F. Kennedy           | 1960                   | 1036                   | 22 listopada 1963 | zastrzelony przez Lee Harveya Oswalda  | 46   | Lyndon B. Johnson  | [ 11 ] |

## Prezydenci Stanów Zjednoczonych, którzy przegrali walkę o reelekcję
| Lp. | Prezy- dentura | Prezydent         | Lata kadencji | Przegrane wybory                            | Pokonany przez         | Uwagi                                                                     |
| --- | -------------- | ----------------- | ------------- | ------------------------------------------- | ---------------------- | ------------------------------------------------------------------------- |
| 1   | 2              | John Adams        | 1797–1801     | Wybory prezydenckie w 1800 roku             | Thomas Jefferson       |                                                                           |
| 2   | 6              | John Quincy Adams | 1825–1829     | Wybory prezydenckie w 1828 roku             | Andrew Jackson         |                                                                           |
| 3   | 8              | Martin Van Buren  | 1837–1841     | Wybory prezydenckie w 1840 roku             | William Henry Harrison | Startował także w wyborach w 1848 r. z Partii Wolnej Ziemi.               |
| 4   | 14             | Franklin Pierce   | 1853–1857     | Prawybory Partii Demokratycznej w 1856 roku | James Buchanan         |                                                                           |
| 5   | 17             | Andrew Johnson    | 1865–1869     | Prawybory Partii Demokratycznej w 1868 roku | Ulysses Grant          |                                                                           |
| 6   | 22             | Grover Cleveland  | 1885–1889     | Wybory prezydenckie w 1888 roku             | Benjamin Harrison      | Startował także w wyborach w 1892 r. i został w nich wybrany prezydentem. |
| 7   | 23             | Benjamin Harrison | 1889–1893     | Wybory prezydenckie w 1892 roku             | Grover Cleveland       |                                                                           |
| 8   | 27             | William Taft      | 1909–1913     | Wybory prezydenckie w 1912 roku             | Woodrow Wilson         |                                                                           |
| 9   | 31             | Herbert Hoover    | 1929–1933     | Wybory prezydenckie w 1932 roku             | Franklin D. Roosevelt  |                                                                           |
| 10  | 38             | Gerald Ford       | 1974–1977     | Wybory prezydenckie w 1976 roku             | Jimmy Carter           | Objął urząd w wyniku rezygnacji prezydenta Richarda Nixona.               |
| 11  | 39             | Jimmy Carter      | 1977–1981     | Wybory prezydenckie w 1980 roku             | Ronald Reagan          |                                                                           |
| 12  | 41             | George H.W. Bush  | 1989–1993     | Wybory prezydenckie w 1992 roku             | Bill Clinton           |                                                                           |
| 13  | 45             | Donald Trump      | 2017–2021     | Wybory prezydenckie w 2020 roku             | Joe Biden              | Startował także w wyborach w 2024 r. i został w nich wybrany prezydentem. |

## Okręty nazwane na cześć prezydentów

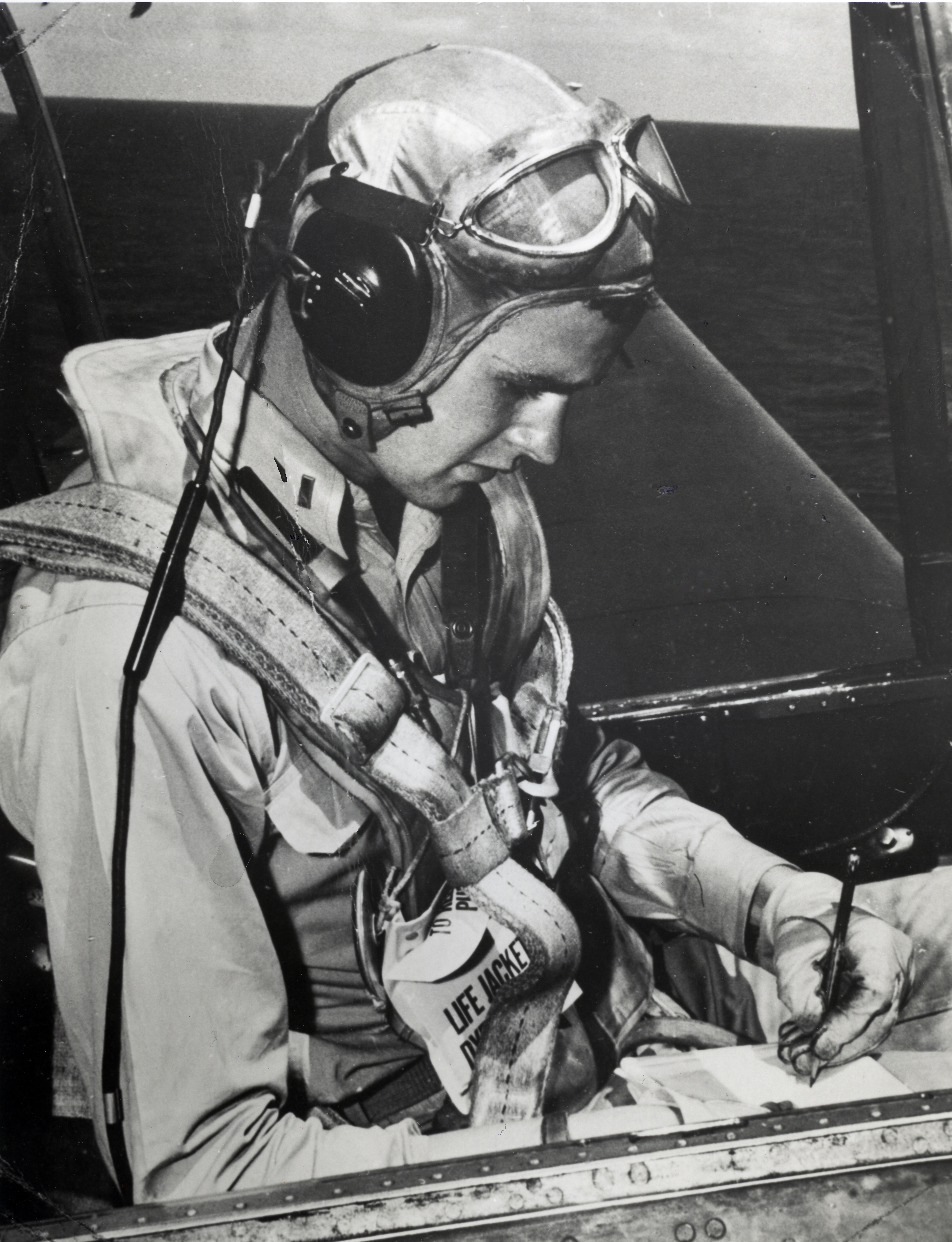
George H.W. Bush w kabinie Avengera

Pierwszy lotniskowiec US Navy nazwany imieniem prezydenta Unii to „Franklin D Roosevelt” (CV 42). Niszczyciel typu „Arleigh Burke” DDG-80 ma za patronów wspomnianego prezydenta F.D. Roosevelta i jego małżonkę Eleanor.
Imię pierwszego prezydenta Unii – George’a Washingtona – otrzymał w dniu 9 czerwca 1959 roku SSBN-598, pierwszy amerykański okręt podwodny o napędzie atomowym uzbrojony w pociski balistyczne. Patronem atomowego okrętu podwodnego SSBN-602 typu George Washington został 14 maja 1960 roku prezydent Abraham Lincoln. 13 lutego 1988 roku imię Lincolna nadano lotniskowcowi CVN-72 (piątej jednostce typu Nimitz).
Theodore Roosevelt został 3 października 1959 roku patronem okrętu podwodnego SSBN-600 typu George Washington. 27 października 1984 roku imię starszego Roosevelta nadano czwartemu lotniskowcowi typu Nimitz: CVN-71. Pierwszym lotniskowcem tego typu nazwanym na cześć byłego prezydenta jest jednak CVN-69, noszący imię Dwighta Eisenhowera.
Pierwszy prezydent Unii, który żywy doczekał wodowania lotniskowca o napędzie jądrowym nazwanego na jego cześć, to Ronald Reagan (1911–2004). Okręt nazwany imieniem Reagana to CVN-76. Ostatni prezydent, który osobiście uczestniczył w działaniach drugiej wojny światowej na Pacyfiku, m.in. jako pilot bombowo-torpedowego Avengera na lotniskowcu „San Jacinto” – George H.W. Bush – również został za życia patronem lotniskowca: CVN-77.
Prezydent Gerald Ford jest patronem pierwszego lotniskowca typu Gerald R. Ford (następcy lotniskowców typu Nimitz). Drugi otrzyma nazwę John F. Kennedy. Obaj prezydenci służyli w marynarce wojennej.